# 강일여자고등학교
강일여자고등학교(江一女子高等學校)는 대한민국 강원특별자치도 강릉시 교동에 있는 사립 고등학교이다.

## 학교 연혁
- 1964년 5월 4일 : 학교법인 킹스학원 설립 인가
- 1967년 3월 10일 : 학교법인 영동학원 변경 인가
- 1967년 10월 5일 : 영동여자상업고등학교(중학교 병설) 설립 인가
- 1971년 12월 21일 : 영동여자종합고등학교로 교명 변경 인가
- 1972년 12월 9일 : 학교법인 두성학원으로 변경 인가
- 1978년 7월 22일 : 이정태 이사장 취임
- 1978년 11월 1일 : 학교법인 창신학원으로 변경 인가
- 1982년 9월 13일 : 영동여자고등학교로 교명 변경 인가
- 1984년 3월 1일 : 강일여자고등학교 교명 변경 인가
- 1984년 3월 1일 : 학교법인 강일학원으로 변경 인가
- 2007년 11월 5일 : 유정순 이사장 취임
- 2025년 1월 7일 : 제55회 졸업장 수여식 거행(204명, 총 20,552명 졸업)
- 2025년 3월 1일 : 최승주 교장 취임

## 참고 자료
- 강일여자고등학교 - 한국교육학술정보원 학교알리미